# Anja Amend-Traut

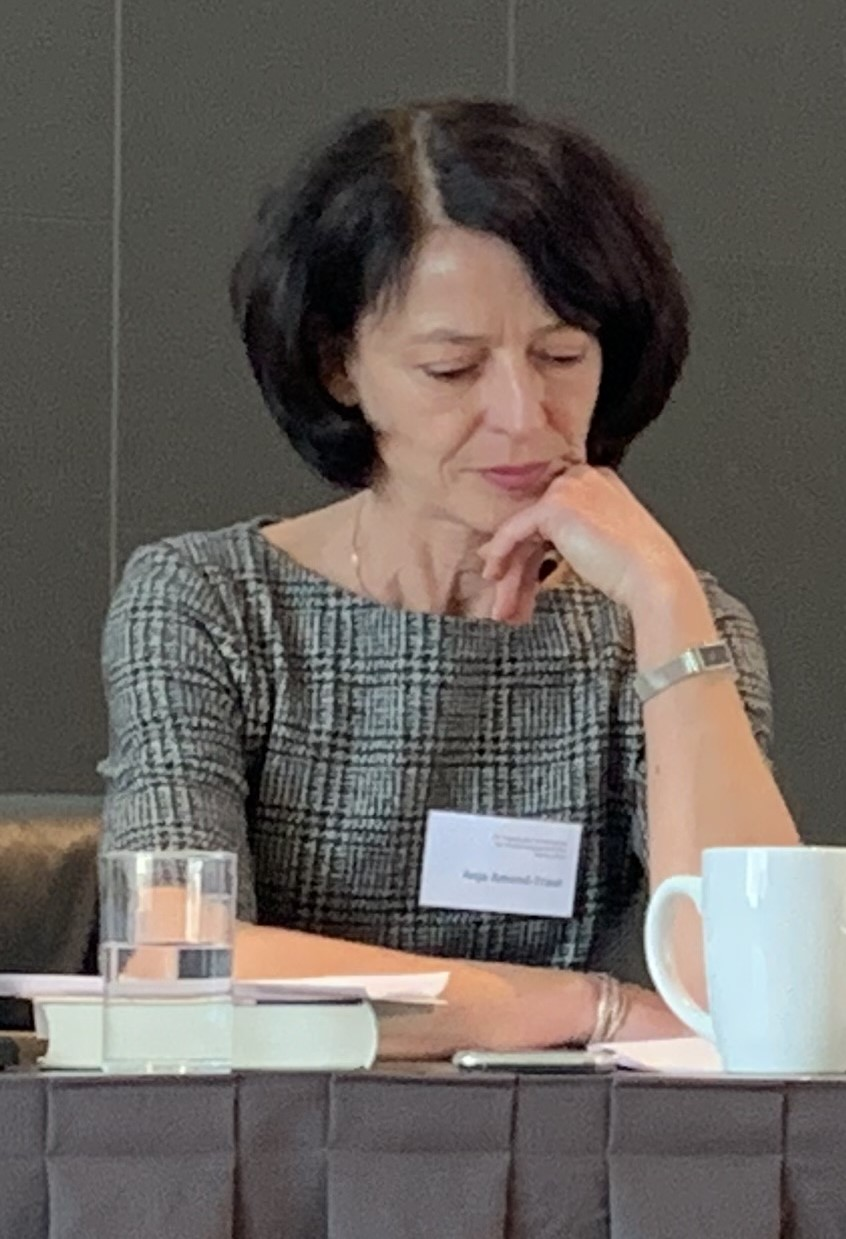
Anja Amend-Traut (2024)

Anja Amend-Traut (* 1966) ist eine deutsche Rechtswissenschaftlerin.
Traut studierte Rechtswissenschaft und war von 1992 bis 1994 wissenschaftliche Hilfskraft am Lehrstuhl von Hans-Peter Benöhr an der Frankfurter Goethe-Universität. Nach dem ersten juristischen Staatsexamen 1994 nach Studium der Rechtswissenschaft in Frankfurt am Main war sie von 1995 bis 1996 wissenschaftliche Mitarbeiterin am Institut für Rechtsgeschichte der Goethe-Universität zu Frankfurt am Main (Hans-Peter Benöhr). Nach der Promotion 1997 absolvierte sie von 1997 bis 1999 den juristischen Vorbereitungsdienst am Landgericht Frankfurt am Main, abgeschlossen mit dem Zweiten Staatsexamen. Von 1999 bis 2009 war sie wissenschaftliche Assistentin am Lehrstuhl für Mittelalterliche Rechtsgeschichte, Neuere Rechtsgeschichte und Zivilrecht der Goethe-Universität zu Frankfurt am Main (Albrecht Cordes). Nach der Habilitation 2007 (Lehrbefugnis für die Fächer Deutsche Rechtsgeschichte, Bürgerliches Recht, Zivilprozessrecht und Rechtsvergleichung) vertrat sie von 2007 bis 2009 Lehrstühle an der Goethe-Universität zu Frankfurt am Main.
Traut folgte 2009 dem Ruf auf den Lehrstuhl für Deutsche und Europäische Rechtsgeschichte, Kirchenrecht und Bürgerliches Recht an der Universität Würzburg. Sie ist Mitglied der Vereinigung für Verfassungsgeschichte und leitet seit 2020 die Unabhängige Kommission zur Aufarbeitung von sexuellem Missbrauch im Bistum Würzburg.

## Schriften (Auswahl)
- Von der Kunst, eine „Steuerfrage aus einer Parteifrage in eine Finanzfrage zu verwandeln“. Das preußische Grundsteuergesetz vom 21. Mai 1861 als historisches Kaleidoskop. St. Katharinen 1997, ISBN 3-89590-047-8.
- Zankapfel Haftungskontinuität. Leipzig 2001, ISBN 3-935693-07-9.
- Die Spruchpraxis der höchsten Reichsgerichte im römisch-deutschen Reich und ihre Bedeutung für die Privatrechtsgeschichte. Erweiterte und schriftliche Fassung der am 28. November 2007 an der Gothe-Universität zu Frankfurt am Main gehaltenen Antrittsvorlesung. Wetzlar 2008, ISBN 3-935279-42-6.
- Wechselverbindlichkeiten vor dem Reichskammergericht. Praktiziertes Zivilrecht in der Frühen Neuzeit. Köln 2009, ISBN 978-3-412-20127-2.